# Grupo de Financiamiento Climático LAC
El Grupo de Financiamiento Climático para América Latina y el Caribe (GFLAC) es una organización regional de la sociedad civil constituida oficialmente en 2012.  Está conformado por una alianza de organizaciones de la sociedad civil, instituciones académicas y especialistas independientes.
Su enfoque es el desarrollo de una arquitectura financiera que facilite la reducción de emisiones de gases de efecto invernadero, priorizando el apoyo a comunidades y territorios vulnerables. Además, promueve la creación de redes y mecanismos que garanticen la efectividad, transparencia y justicia en el financiamiento climático, al mismo tiempo que busca reducir las inversiones en proyectos de alto carbono. Con estas acciones, el GFLAC busca contribuir al cumplimiento del Acuerdo de París y los Objetivos de Desarrollo Sostenible (ODS).

## Historia
El GFLAC tiene sus orígenes en 2008 en México, pero se consolida oficialmente en diciembre de 2012 durante la Conferencia de las Partes (COP18) en Doha, Qatar, fecha que se considera como su fundación formal.Su creación fue impulsada por un grupo de organizaciones de la sociedad civil e instituciones académicas que, enfocadas en temas de cambio climático y transparencia, identificaron la urgencia de abordar dos retos clave en América Latina y el Caribe: mejorar los estándares de transparencia y rendición de cuentas en el financiamiento internacional destinado a enfrentar el cambio climático, y fortalecer la transparencia en el uso de recursos nacionales, tanto para mitigar sus impactos como para detectar presupuestos que puedan contradecir los esfuerzos contra esta problemática global.
Entre 2014 y 2015, el GFLAC, en colaboración con puntos focales, organizaciones de la sociedad civil e instituciones académicas de América Latina y el Caribe, implementó una metodología para analizar y reportar los flujos de financiamiento climático. Este esfuerzo abarcó tanto los recursos internacionales recibidos por los países, ya sea de forma bilateral o multilateral, como los fondos asignados a través de presupuestos públicos nacionales para abordar el cambio climático.
La metodología se centró en evaluar inversiones destinadas a reducir emisiones de gases de efecto invernadero, disminuir la vulnerabilidad y fortalecer la resiliencia frente a los impactos del cambio climático. Este enfoque fue aplicado en países como Argentina, Bolivia, Chile, Ecuador, Guatemala, Honduras, Nicaragua y Perú, lo que permitió identificar importantes lecciones aprendidas. Estos hallazgos han contribuido a perfeccionar los sistemas de medición, reporte y verificación del financiamiento climático, mejorando así la transparencia y la eficacia en la gestión de los recursos destinados a enfrentar esta crisis global.